# Синіолчу
Синіолчу (англ. Siniolchu) — одна з найвищих вершин в Гімалаях в гірському масиві  Канченджанги.
Вершину вперше було здобуто німецькою експедицією в 1936 р. у складі Карла Віна (нім. Karl Wien) і Аді Гютнера (нім. Adi Göttner), яка здійснила сходження по північно-західному ребру.

## Виноски
1. ↑  Alpine Journal. — 1937. — Vol. 49, No 254. — P. 41-48.

| Індія | Це незавершена стаття з географії Індії. Ви можете допомогти проєкту, виправивши або дописавши її. |